# Агроэкосистемы
Агроэкосисте́мы, или аграрные экологические системы, — сознательно спланированные человеком территории, на которых сбалансировано получение сельскохозяйственной продукции и возврат её составляющих на поля для обеспечения круговорота минеральных и органических веществ. В правильно спланированные агроэкосистемы кроме пашен, пастбищ и сенокосов входят луга и леса, а в пригородных зонах при необходимости возможно размещение и крупных животноводческих комплексов.

## Определения
Общепринятого и устоявшегося определения агроэкосистемы нет. Булаткин и Ларионов (1992) проанализировали и синтезировали предлагавшиеся ранее определения (Ковда, 1973; Лархер, 1978; Пузаченко и др., 1981; Реймерс и др., 1982; Одум, 1986; Дедю, 1989; Москаленко, 1989):
- Агроэкосистема — это пространственно ограниченная, искусственно созданная, нестабильная, взаимосвязанная совокупность биотических и частично изменённых абиотических компонентов, характерной особенностью которой является относительно устойчивое функционирование во времени при наличии постоянного входящего потока антропогенной энергии и существующая для получения заранее определенного количества растительной сельскохозяйственной продукции.

Официальные определения:
- Агроэкосистема — это пространственно и функционально связанные элементы сельскохозяйственной деятельности, включающие в себя живые и неживые компоненты, участвующие в этих элементах, а также их взаимодействия.[2]
- Агроэкосистема — это искусственно созданное в процессе хозяйственной деятельности человека сообщество культурных растений и животных и их среды обитания, в которой сбалансированность биогеохимического круговорота элементов питания обеспечивается за счет внесения их в почву в количествах, компенсирующих ежегодное отчуждение с урожаем.[3]
- Агроэкосистема — это искусственно созданная с целью получения сельскохозяйственной продукции и регулярно поддерживаемая человеком (поле, пастбище, огород, сад, защитное лесное насаждение и т. д.) экосистема.[4]

Словарные определения:
- Агроэкосистема — это экологическая система, объединяющая участок территории (географический ландшафт), занятый хозяйством, производящим сельскохозяйственную продукцию. В состав агроэкосистемы входят: почвы с их населением (животные, водоросли, грибы, бактерии); поля — агроценозы; скот; фрагменты естественных и полуестественных экосистем (леса, естественные кормовые угодья, болота, водоемы); человек.[5]
- Агроэкосистема — экосистема на сельскохозяйственных землях (Оксфордский словарь английского языка, дословный перевод словарной статьи), или же — экосистема, измененная сельскохозяйственной деятельностью человека (вольный перевод).

## Агроэкосистемный анализ
Агроэкосистемный анализ представляет собой тщательный анализ сельскохозяйственной среды, который рассматривает вопросы экологии, социологии, экономики и политики с равным весом. Есть много аспектов анализа, однако невозможно учесть все. В целом, агроэкосистемный анализ может быть использован для определения устойчивости сельскохозяйственной системы. Очевидно, однако, что «устойчивость» системы в значительной степени зависит от определения устойчивости, выбранного наблюдателем.
Агроэкосистемный анализ является инструментом междисциплинарной науки, — агроэкологии. Агроэкология и агроэкосистемный анализ — не то же самое, что устойчивое развитие сельского хозяйства, хотя использование агроэкосистемного анализа может помочь системе земледелия обеспечить свою жизнеспособность. Агроэкосистемный анализ не является новой практикой; земледельцы и фермеры делали это тогда, когда общество перешло от охоты и собирательства к производству продуктов питания. Каждый раз, когда человек, занятый в сельском хозяйстве, оценивает своё положение, определяет методы, лучше всего соответствующие его интересам, он выполняет агроэкосистемный анализ.